# Francine Couture
Pour les articles homonymes, voir Couture (homonymie).
Francine Couture est une historienne de l'art québécoise née en 1946.

## Biographie
Francine Couture est une historienne de l'art québécoise spécialisée en sociologie des arts visuels. Elle est professeure en histoire de l'art à l'Université du Québec à Montréal à partir de 1974.  Elle remporte en 1994 le Prix Victor-Barbeau de l'Académie des lettres du Québec pour Les arts visuels au Québec dans les années soixante, œuvre en deux volumes qu'elle dirige, publiée chez VLB Éditeur,.  On lui doit également en 2003 la direction de Exposer l’art contemporain du Québec : discours d’intention et d’accompagnement, publié aux Éditions 3D.

## Honneurs
- 1994 : Prix Victor-Barbeau

## Ouvrages
- Francine Couture et Suzanne Lemerise, L'artiste et le pouvoir, 1968-1969, Montréal, Groupe de recherche en administration de l'art UQAM, 1975, 29 p.
- Francine Couture, Les Arts et les années 60, Montréal, Triptyque, 1991, 168 p. (ISBN 2890311260)[3].
- Francine Couture (dir.), Exposer l'art contemporain du Québec : discours d'intention et d'accompagnement, Montréal, Centre de diffusion 3D, 2003, 310 p. (ISBN 2-9804741-7-7)
- Francine Couture (dir), Les arts visuels au Québec dans les années soixante. Tome II. L'éclatement du

modernisme,.